# Division II i fotboll 1972
Division II i fotboll 1972 var 1972 års säsong av Division II som bestod av tre serier, med 12 lag i varje serie. Det var då Sveriges näst högsta division. Varje serievinnare gick direkt upp till Allsvenskan och de fyra sämsta degraderades till Division III. Det gavs 2 poäng för vinst, 1 poäng för oavgjort och 0 poäng för förlust.

## Förändringar inför säsongen
Antalet serier i Division 2 minskades inför denna säsong ner från fyra serier till tre med tolv lag i vardera serie. Kvalspelet upp till Allsvenskan slopades inför denna säsong och alla tre lagen gick istället direkt upp till Allsvenskan detta år då det även genomfördes en förändring i antalet lag i Allsvenskan som utökades från 12 till 14 lag vilket innebar att endast ett lag åkte ur Allsvenskan 1972.

### Nya lag inför säsongen
Från Allsvenskan
- IF Elfsborg (till Södra)
- IFK Luleå (till Norra)

Från division III
- Gefle IF (till Norra)
- IFK Sundsvall (till Norra)
- BK Derby (till Mellersta)
- Spånga IS (till Mellersta)
- Tidaholms GoIF (till Mellersta)
- Hässleholms IF (till Södra)
- IFK Ystad (till Södra)
- Kungshamns IF (till Södra)

## Förändringar efter säsongen
Inför säsongen därpå, 1973, minskades antalet serier återigen från tre serier med tolv lag i varje till två serier med 14 lag i varje. Detta innebar att det även denna säsong degraderades fler lag än vanligt, fyra lag i varje serie åkte ur.

## Serier

### Norra
| Nr | Lag               | S  | V  | O | F  | GM | IM | MS  | P  |
| -- | ----------------- | -- | -- | - | -- | -- | -- | --- | -- |
| 1  | IK Sirius         | 22 | 13 | 7 | 2  | 43 | 16 | +27 | 33 |
| 2  | IFK Holmsund      | 22 | 13 | 3 | 6  | 41 | 22 | +19 | 29 |
| 3  | GIF Sundsvall     | 22 | 11 | 6 | 5  | 42 | 23 | +19 | 28 |
| 4  | Sandvikens IF     | 22 | 10 | 6 | 6  | 36 | 23 | +13 | 26 |
| 5  | Brynäs IF         | 22 | 11 | 3 | 8  | 28 | 25 | +3  | 25 |
| 6  | Älvsjö AIK        | 22 | 10 | 4 | 8  | 38 | 25 | +13 | 24 |
| 7  | IFK Sundsvall (U) | 22 | 9  | 5 | 8  | 23 | 25 | −2  | 23 |
| 8  | IFK Luleå (N)     | 22 | 7  | 8 | 7  | 28 | 26 | +2  | 22 |
| 9  | Domsjö IF         | 22 | 8  | 5 | 9  | 25 | 31 | −6  | 21 |
| 10 | Gefle IF (U)      | 22 | 8  | 1 | 13 | 36 | 50 | −14 | 17 |
| 11 | Kubikenborgs IF   | 22 | 3  | 3 | 16 | 22 | 59 | −37 | 9  |
| 12 | Skellefteå AIK    | 22 | 2  | 3 | 17 | 14 | 51 | −37 | 7  |

IK Sirius gick upp till Allsvenskan och Domsjö IF, Gefle IF, Kubikenborgs IF och Skellefteå AIK flyttades ner till division III.

### Mellersta
| Nr | Lag                 | S  | V  | O | F  | GM | IM | MS  | P  |
| -- | ------------------- | -- | -- | - | -- | -- | -- | --- | -- |
| 1  | IF Saab             | 22 | 14 | 5 | 3  | 52 | 22 | +30 | 33 |
| 2  | Skövde AIK          | 22 | 13 | 4 | 5  | 39 | 27 | +12 | 30 |
| 3  | IFK Eskilstuna      | 22 | 9  | 7 | 6  | 43 | 33 | +10 | 25 |
| 4  | Jönköpings Södra IF | 22 | 9  | 6 | 7  | 46 | 40 | +6  | 24 |
| 5  | IF Brommapojkarna   | 22 | 8  | 6 | 8  | 36 | 37 | −1  | 22 |
| 6  | Nyköpings BIS       | 22 | 8  | 6 | 8  | 40 | 42 | −2  | 22 |
| 7  | IK Sleipner         | 22 | 7  | 7 | 8  | 38 | 28 | +10 | 21 |
| 8  | KB Karlskoga        | 22 | 6  | 9 | 7  | 33 | 28 | +5  | 21 |
| 9  | IFK Arvika          | 22 | 7  | 7 | 8  | 32 | 32 | 0   | 21 |
| 10 | BK Derby (U)        | 22 | 7  | 5 | 10 | 27 | 38 | −11 | 19 |
| 11 | Spånga IS (U)       | 22 | 6  | 4 | 12 | 21 | 44 | −23 | 16 |
| 12 | Tidaholms GoIF (U)  | 22 | 3  | 4 | 15 | 19 | 55 | −36 | 10 |

IF Saab till Allsvenskan och IFK Arvika, BK Derby, Spånga IS och Tidaholms GoIF flyttades ner till division III.

### Södra
| Nr | Lag                | S  | V  | O | F  | GM | IM | MS  | P  |
| -- | ------------------ | -- | -- | - | -- | -- | -- | --- | -- |
| 1  | IF Elfsborg (N)    | 22 | 18 | 2 | 2  | 53 | 14 | +39 | 38 |
| 2  | IFK Göteborg       | 22 | 14 | 4 | 4  | 41 | 22 | +19 | 32 |
| 3  | IFK Trelleborg     | 22 | 11 | 5 | 6  | 36 | 23 | +13 | 27 |
| 4  | Kalmar FF          | 22 | 10 | 4 | 8  | 37 | 31 | +6  | 24 |
| 5  | IS Halmia          | 22 | 8  | 7 | 7  | 30 | 29 | +1  | 23 |
| 6  | Hässleholms IF (U) | 22 | 9  | 4 | 9  | 28 | 27 | +1  | 22 |
| 7  | IFK Malmö          | 22 | 9  | 3 | 10 | 33 | 32 | +1  | 21 |
| 8  | Blomstermåla IK    | 22 | 9  | 2 | 11 | 34 | 42 | −8  | 20 |
| 9  | IFK Ystad (U)      | 22 | 8  | 3 | 11 | 31 | 36 | −5  | 19 |
| 10 | Skogens IF         | 22 | 5  | 3 | 14 | 28 | 44 | −16 | 13 |
| 11 | Kungshamns IF (U)  | 22 | 3  | 7 | 12 | 24 | 42 | −18 | 13 |
| 12 | Perstorps SK       | 22 | 4  | 4 | 14 | 19 | 52 | −33 | 12 |

IF Elfsborg till Allsvenskan och IFK Ystad, Skogens IF, Kungshamns IF och Perstorps SK flyttades ner till division III.